# جزیره کونیوجی
جزیره کونیوجی (به انگلیسی: Koniuji Island) یک جزیره در ایالات متحده آمریکا است که در Aleutians West Census Area واقع شده‌است. جزیره کونیوجی ۲۷۳٫۱ متر بالاتر از سطح دریا واقع شده‌است.